# Aeroportul Nusawiru
Aeroportul Nusawiru (IATA: CJN, ICAO: WI1A) este un aeroport din Provincia Java de Vest, Java⁠(d), Indonezia ce deservește zona Pangandaran.
Situat la o altitudine de 5 m, aeroportul dispune de o singură pistă.